# Parafia Najświętszej Maryi Panny Królowej Polski w Jaworznie-Sobieskim
Parafia Najświętszej Maryi Panny Królowej Polski w Jaworznie-Sobieskim – rzymskokatolicka parafia, położona w dekanacie jaworznickim NMP Nieustającej Pomocy, diecezji sosnowieckiej, metropolii częstochowskiej w Polsce, erygowana w 2006 roku.